# Orchis × hybrida
 Orchis × hybrida  es una notoespecie, un híbrido natural entre Orchis purpurea y de Orchis militaris. Se distribuye por Europa. Es de hábito terrestre y tiene tubérculos.

## Hábitat
Se desarrolla en prados y terrenos a la luz solar directa o media sombra.

## Descripción

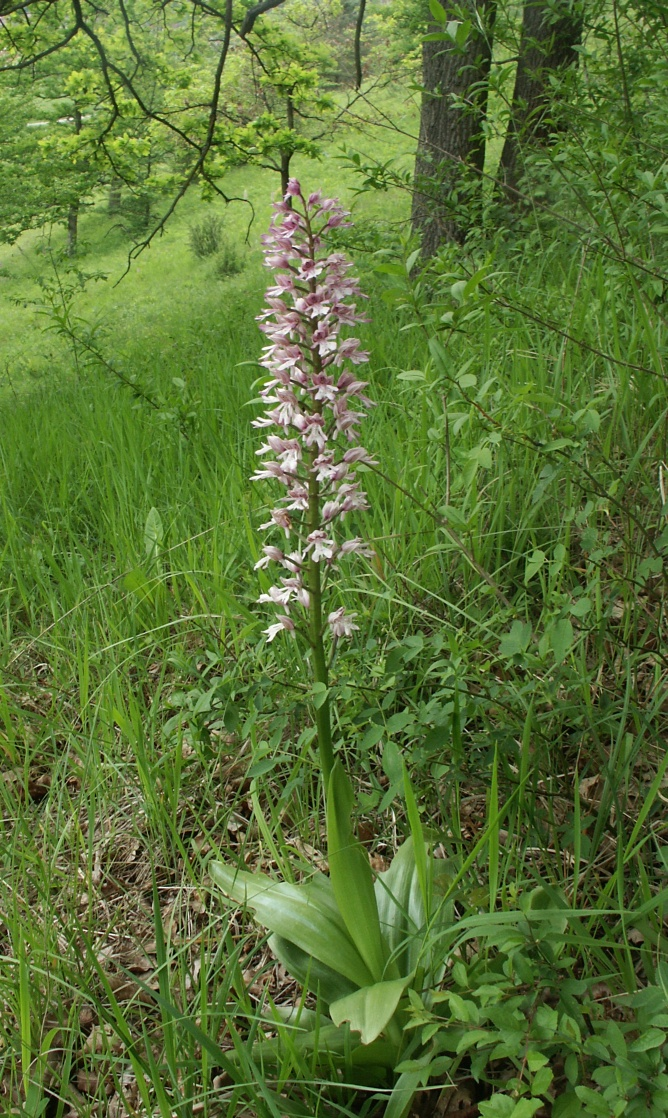
Orchis x hybrida
planta.

Este híbrido posee los sépalos en casco como sus dos padres, pero el color está más próximo a Orchis militaris. El labelo guarda los colores propios de Orchis purpura, sin embargo la forma se aproxima más a Orchis militaris.
Florece desde abril hasta junio. El color puede variar desde blanco a diferentes tonos de rosa. 

## Usos medicinales

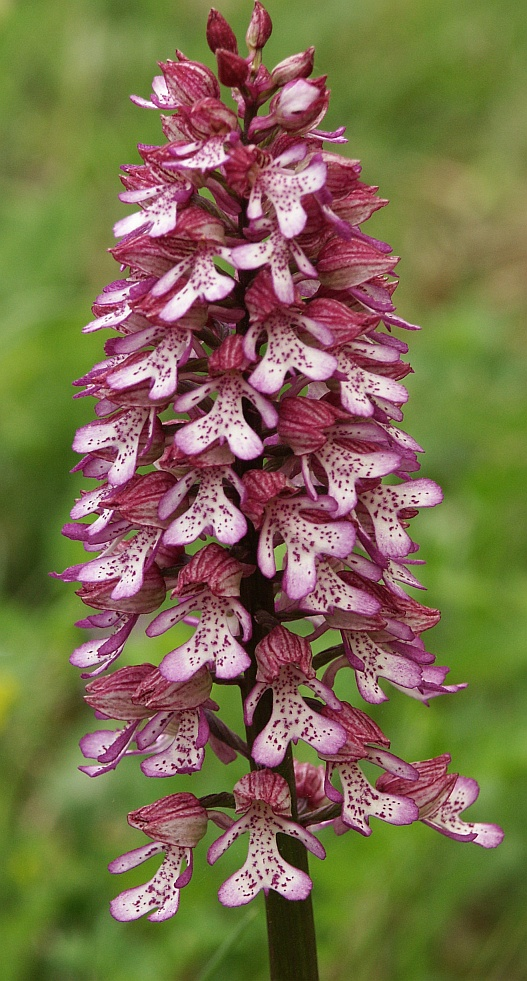
Orchis x hybrida
inflorescencia.

La harina de sus tubérculos llamada salep es muy nutritiva y demulcente. Se usa en dietas especiales de convalecientes y niños. Es muy rica en mucílago y forma una demulcente y suave gelatina que se usa para el canal gastrointestinal irritado. Una parte de harina con cincuenta partes de agua son suficientes para formar la gelatina. El tubérculo para preparar la harina debe ser recolectado cuando la planta está recién seca después de la floración y cuando ha soltado las semillas.